# Społeczne Muzeum Ziemi Gąbińskiej
Społeczne Muzeum Ziemi Gąbińskiej im. Sławoja Felicjana Składkowskiego w Gąbinie – muzeum z siedzibą w Gąbinie. Placówka jest prowadzona przez Towarzystwo Miłośników Ziemi Gąbińskiej.
Placówka powstała w 1999 roku z inicjatywy Towarzystwa oraz gąbińskiego oddziału Związku Piłsudczyków. Jej siedzibą jest kamienica, będąca miejscem urodzenia gen. Felicjana Sławoja Składkowskiego – ostatniego premiera II Rzeczypospolitej. W muzeum prezentowana jest stała wystawa, poświęcona generałowi. Wystawiane pamiątki są darem wdowy po nim, Jadwigi Składkowskiej z d. Dołęga-Mostowicz. Wśród zbiorów znajdują się m.in. liczne dokumenty, fotografie oraz rękopis pamiętnika byłego premiera. Ponadto w placówce organizowane są wystawy czasowe i okolicznościowe.